# Caraibodesmus lewisi
Caraibodesmus lewisi är en mångfotingart som beskrevs av Hoffman 1979. Caraibodesmus lewisi ingår i släktet Caraibodesmus och familjen Chelodesmidae. Inga underarter finns listade i Catalogue of Life.